# Mazet-Saint-Voy
Mazet-Saint-Voy ist eine französische Gemeinde mit 1.111 Einwohnern (Stand: 1. Januar 2022) im Département Haute-Loire in der Region Auvergne-Rhône-Alpes. Sie gehört zum Arrondissement Yssingeaux und zum Kanton Mézenc. Die Einwohner werden Mazentous genannt.

## Geografie
Die Gemeinde Mazet-Saint-Voy liegt i der Landschaft Velay im Zentralmassiv, etwa 28 Kilometer östlich von Le Puy-en-Velay. Im Süden wird Mazet-Sainte-Voy vom Lignon begrenzt. Umgeben wird Mazet-Saint-Voy von den Nachbargemeinden Saint-Jeures im Nordwesten und Norden, Tence im Nordosten, Le Chambon-sur-Lignon im Osten, Les Vastres im Südosten, Fay-sur-Lignon im Süden, Champclause im Südwesten sowie Araules im Westen.

## Bevölkerungsentwicklung
| Jahr                       | 1962 | 1968 | 1975 | 1982 | 1990 | 1999 | 2010 | 2020 |
| Einwohner                  | 1763 | 1514 | 1280 | 1106 | 1077 | 1028 | 1150 | 1111 |
| Quellen: Cassini und INSEE |      |      |      |      |      |      |      |      |

## Kultur und Sehenswürdigkeiten
- Dolmen von Vacheresse
- Kirche Saint-Voy aus dem 11. Jahrhundert, Glockenturm aus dem 13. Jahrhundert, Monument historique seit 1972
- protestantische Kirche
- Mühle von Bouchat

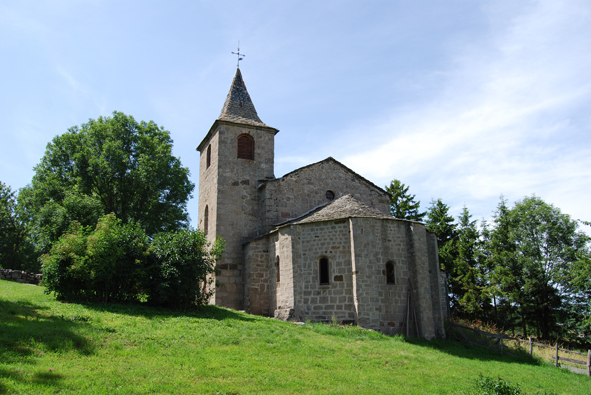
Kirche Saint-Voy
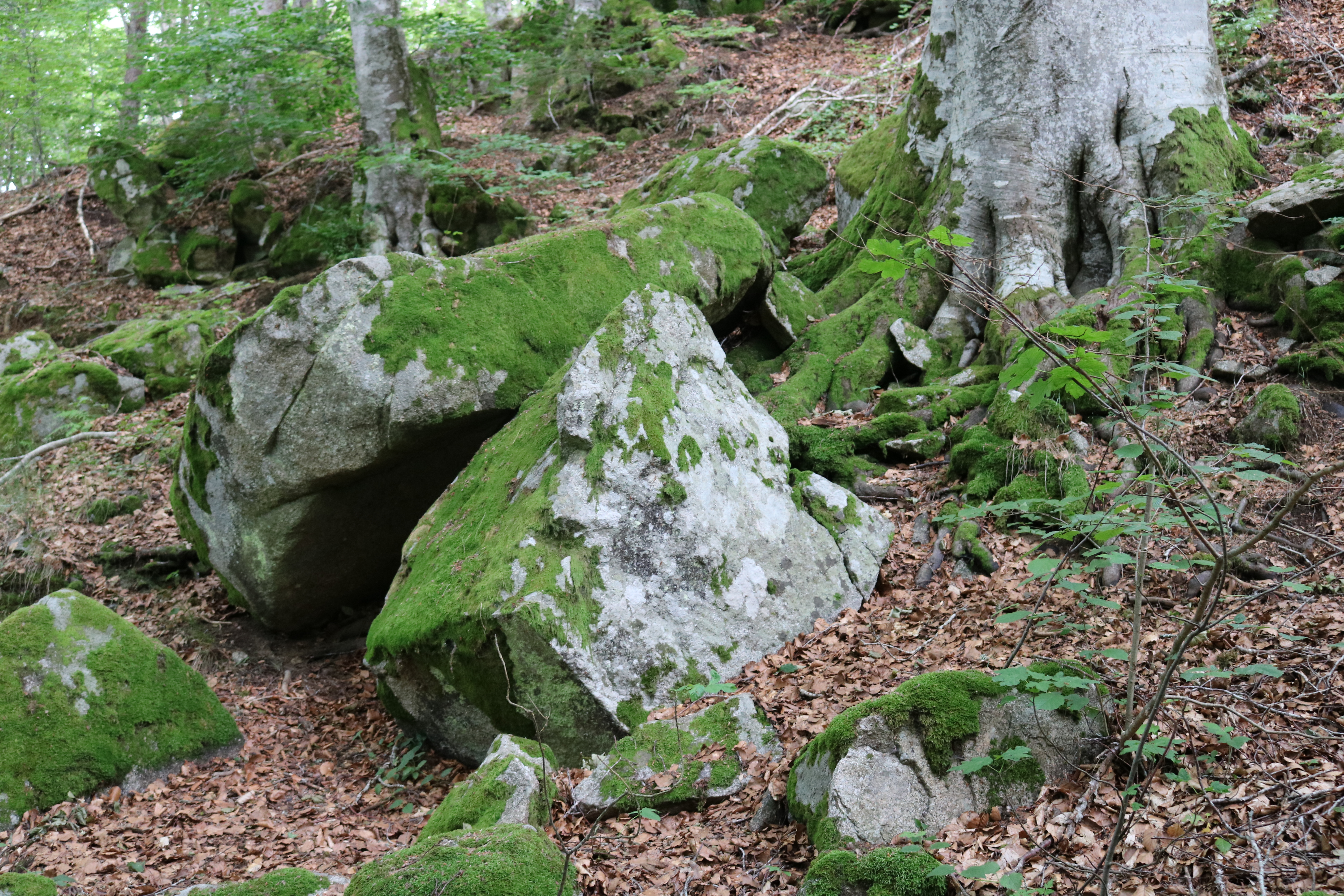
Dolmen von Vacharesse